# Sonny Löwall
Sonny Löwall, född 1950 i Malmö, är en svensk målare, grafiker och scenograf.
Löwall studerade vid Målarskolan Forum  i Malmö. Han har bland annat ställt ut i Frankrike, Stockholm, Malmö, Umeå, Luleå, Norrköping och Linköping.
Hans konst kännetecknas av vegetariska former som samspelar med mänskliga former
Som scenograf har han utfört ett stort antal scenografier för Stadsteatern i Norrköping och Linköping.
Löwall är representerad vid Arbetarnas bildningsförbund i Östergötland, Statens konstråd och Östergötlands läns landsting.